# Sheu Jiom-Shi
Sheu Jiom-Shi es un deportista taiwanés que compitió en taekwondo. Ganó una medalla de bronce en el Campeonato Mundial de Taekwondo de 1977 en la categoría de –48 kg.

## Palmarés internacional
| Representando a China Taipéi |                          |                   |           |
| Campeonato Mundial           |                          |                   |           |
| Año                          | Lugar                    | Medalla           | Categoría |
| 1977                         | Chicago (Estados Unidos) | Medalla de bronce | –48 kg    |